# 田原直哉
田原 直哉（たばら なおや、1980年12月24日 - ）は、和歌山県和歌山市出身の元体操選手、エアリアル選手。日本体育大学卒。

## 人物
体操を始めたのは小学校2年生で、高校を卒業するまで和歌山オレンジ体操クラブに在籍した。
日本体育大学に入学、同期には水鳥寿思がいた。2001年の全日本学生選手権で個人総合3位、ナショナルチーム入りを果たした。
大卒後は徳洲会体操クラブに所属。アテネオリンピックを目指すものの2次選考会22位に終わり、代表入りはならなかった。
2005年に右肩筋断裂。2006年7月のNHK杯体操選手権は18位（前年5位）と不成績に終わり、手術しても北京五輪に間に合わないため引退を決意。
同年8月、体操競技で培った能力を活かせると判断して、トリノオリンピックで知ったエアリアルに転向した。所属は徳洲会スキークラブ。
2008年全日本選手権で3位入賞。その後も2009年2位、2010年・2011年・2016年・2017年・2019年に優勝している。2016年頃からは和歌山のミルキーウェイに所属。
2012年のワールドカップ第1戦では日本人男子選手として初めてメダル（3位）を獲得した。
2017年3月に行われたワールドカップで7位入賞、全日本スキー連盟が定める派遣推薦基準を突破し、平昌オリンピック日本代表となった。
オリンピック本番では踏み切りや着地のミスもあり、最終結果は19位（予選1回目17位、2回目13位）。
体力の衰えや金銭面での不安を抱えていたが、五輪での悔しさから現役を続行した。
2019年からは、エアリアルの新たな人材発掘を目的とする全日本スキー連盟の事業のスタッフとしても活動している。